# Meggyeskovácsi
Meggyeskovácsi là một thị trấn thuộc hạt Vas, Hungary. Thị trấn này có diện tích 24,64 km², dân số năm 2010 là 711 người, mật độ 29 người/km².